# Jardín Alpino Antonio Segni

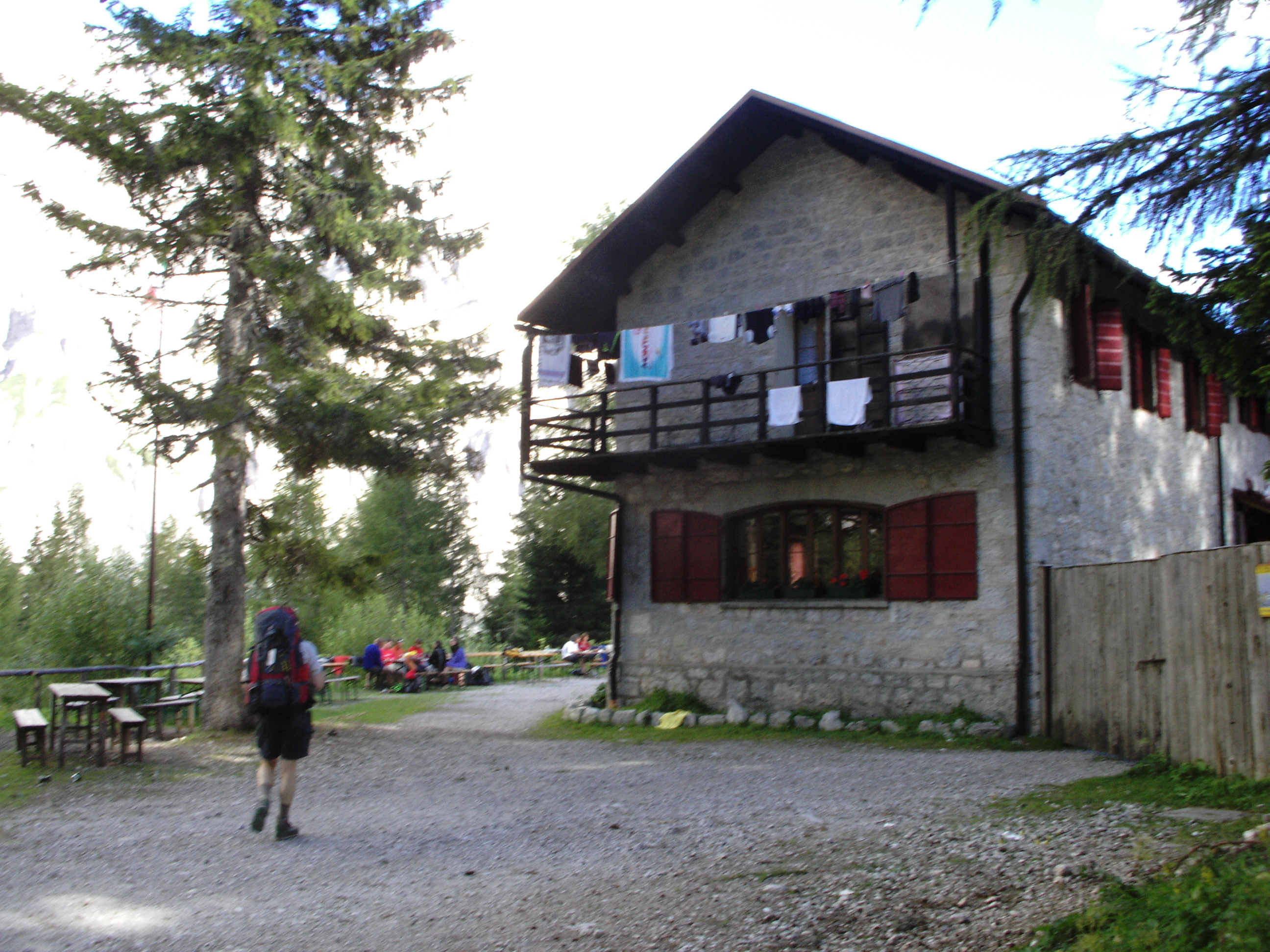
El Rifugio Mario Vazzoler.

El Jardín Alpino Antonio Segni (en  italiano: Giardino Alpino "Antonio Segni") es un jardín botánico alpino de unos 5000 m² de extensión en el Taibon Agordino, Italia. Su código de reconocimiento internacional como institución botánica, así como las siglas de su herbario es ASV.

## Localización
El jardín alpino se encuentra situado a 1714 m s. n. m. de altitud en Rifugio Vazzoler, Gruppo del Civetta, Col Negro di Pelsa, Taibon Agordino, Provincia di Belluno, Veneto, Italia (46°23′N 12°03′E / 46.383, 12.050).
Es de propiedad privada con participación de la municipalidad, abre al público cuando está abierto el refugio.

## Historia
Fue fundado en el 1968 en los Dolomitas, y nombrado en honor del presidente italiano Antonio Segni (1891-1972). 
Su misión es educar a los excusionistas y al público en general sobre las especies más importantes de árboles, arbustos e hierbas de los Alpes y los Dolomitas, particularmente sobre las especies locales presentes alrededor del macizo de Moiazza-Civetta.

## Colecciones
El jardín botánico consiste en varios medioambientes naturales, humedales hechos por la mano del hombre, y tres pequeñas rocallas. 
En sus colecciones se incluyen Epilobium angustifolium, Larix decidua, Picea abies, y otras especies de vegetación alpina.